# Succession d'Alexandre le Grand

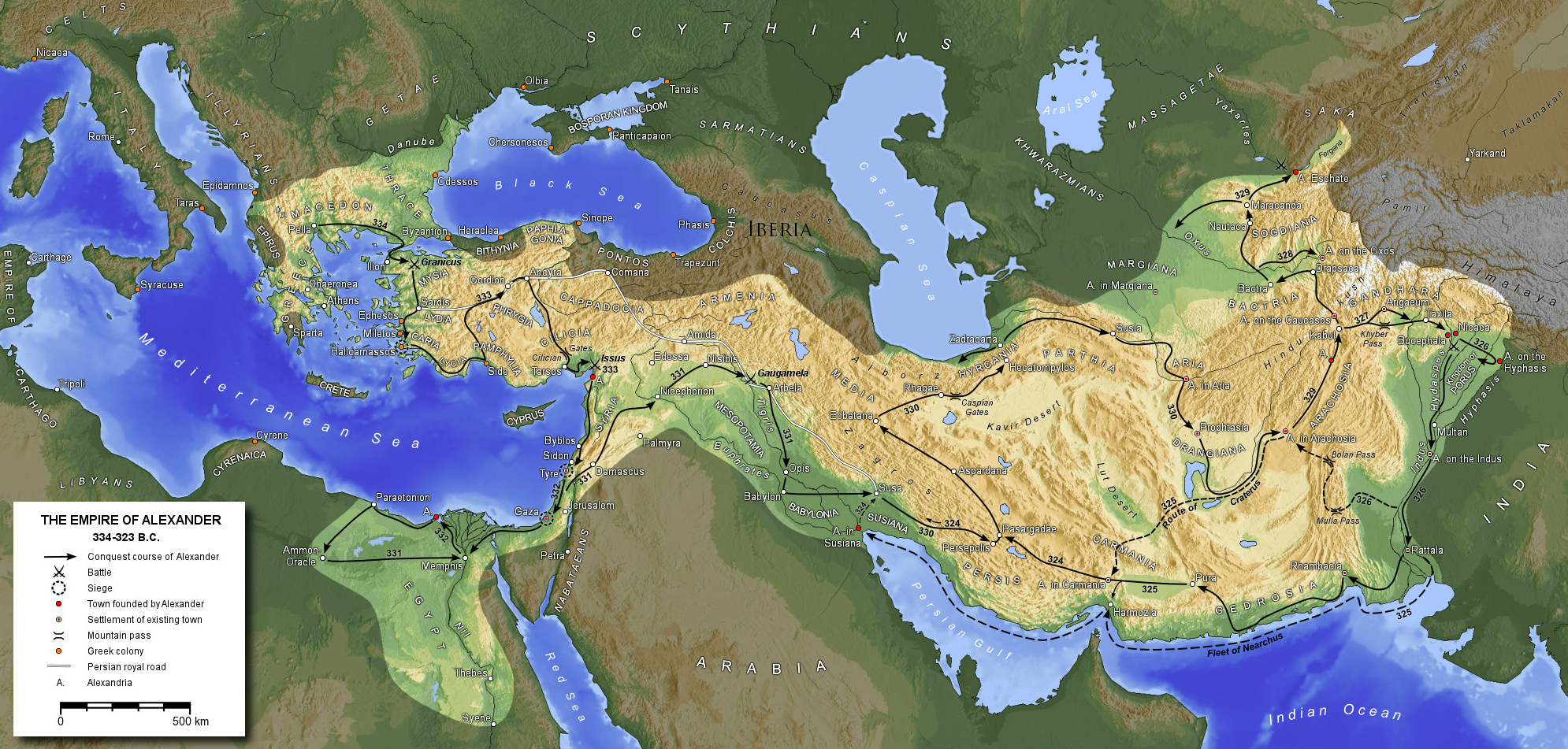
L'empire d'Alexandre le Grand à son apogée.

La succession d'Alexandre le Grand, mort à Babylone le 11 juin 323 av. J.-C. sans héritier en âge de régner, est à l'origine des guerres des Diadoques de 322 à 281 av. J.-C., durant l'époque hellénistique. Dans un premier temps, Philippe III, son demi-frère réputé déficient mental, et Alexandre IV, son fils posthume, sont proclamés rois de Macédoine, avec pour tuteurs Cratère puis Antipater. Cependant l'appétit de puissance des généraux macédoniens est plus fort que la fidélité dynastique. Leurs règnes, qui s'avèrent fictifs, sont en effet de courte durée. Philippe III est assassiné en 317 sur ordre d'Olympias ; quant à Alexandre IV, il est exécuté par Cassandre en 310. Le partage de l'empire d'Alexandre donne naissance, à la fin du IVe siècle av. J.-C., aux monarchies hellénistiques : Antigonides, Lagides et Séleucides.

## D'immédiates difficultés

### Le «legs» d'Alexandre

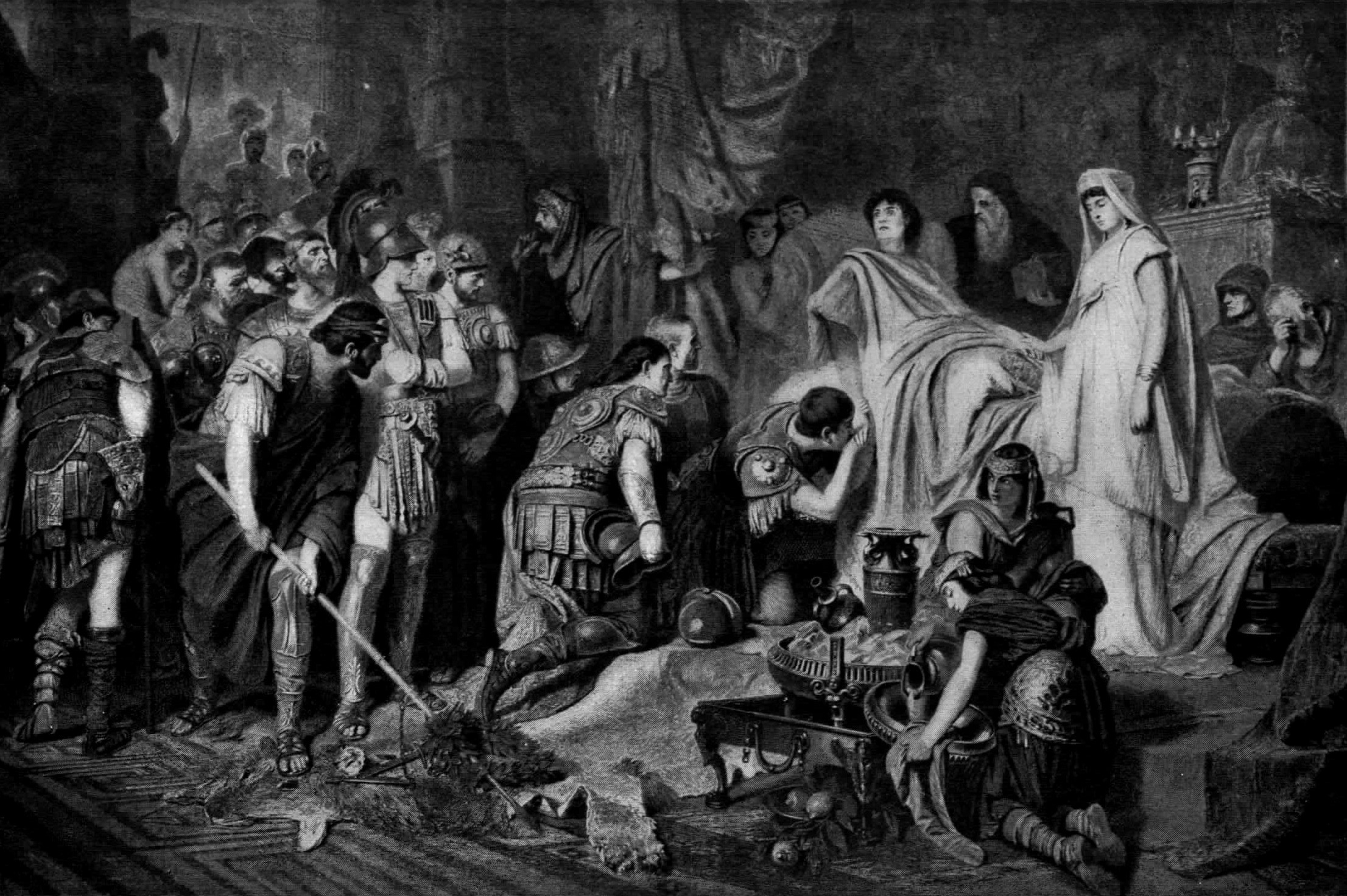
Alexandre le Grand mourant.

Alexandre meurt le 11 juin 323 av. J.-C. à Babylone sans héritier direct. Son seul héritier légitime est son demi-frère jugé déficient mental, qui accompagne l'expédition, Arrhidée, le futur Philippe III, tandis que Roxane est enceinte de six mois d'Alexandre Aegos, futur Alexandre IV. Alexandre a eu un fils illégitime, Héraclès, né de Barsine, une princesse perse. À la mort d'Alexandre, Néarque aurait tenté en vain de placer sur le trône Héraclès. Ce dernier est tué avec sa mère en 309 par Polyperchon qui cherche par cette exécution à rallier Cassandre. Alexandre IV et sa mère sont assassinés par Cassandre en 310, marquant la fin de la dynastie argéade. Par ailleurs, Alexandre a pris la précaution, au début de son règne, de faire le vide parmi la nombreuse parentèle masculine de son père, Philippe II, en faisant exécuter Caranos, un fils de Philippe et de Philinna, ainsi que deux princes de Lyncestide, alors qu'Olympias fait tuer Cléopâtre, la jeune épouse de Philippe, en compagnie de sa fille Europa.
Selon Diodore de Sicile, lorsque Alexandre, mourant, entendit la question de Perdiccas : « À qui comptes-tu léguer l'Empire ? », il lui aurait fait cette réponse : « Au plus fort (tôi kratistôi) ». La scène, réelle ou non, laisse en tout cas augurer les déchirements qui vont opposer ses généraux. D'après les auteurs de la vulgate d'Alexandre (Diodore, Quinte-Curce et Justin), Perdiccas, deuxième personnage de l'empire depuis la mort d'Héphestion, aurait reçu l'anneau royal des mains d'Alexandre, ceci expliquant, selon eux, qu'il obtienne le titre de chiliarque de l'empire et qu'il affiche son ambition royale en voulant épouser Cléopâtre, la sœur d'Alexandre.

### Troubles pour la succession
La mort d’Alexandre provoque de graves troubles dans l’armée macédonienne. Le Conseil des sômatophylaques (gardes du corps) et des Philoi (Amis du roi) décide en effet de réserver les droits de l’enfant à naître de Roxane, le futur Alexandre IV, et de prêter serment aux tuteurs provisoires, Perdiccas et Léonnatos. Les fantassins de la phalange auraient alors pris le parti du demi-frère d’Alexandre, Arrhidée, fils de Philippe II et de la Thessalienne Philinna, après que le Conseil royal eut choisi, sans les consulter, l’enfant à naître de Roxane.
Une scission se produit donc rapidement entre les phalangites et les Compagnons à cheval, fidèles aux décisions du Conseil. Perdiccas et Léonnatos envoient alors auprès des fantassins une délégation conduite par Méléagre, chef d'un bataillon (taxis) de la phalange ; mais celui-ci prend le parti de l’infanterie et la pousse à entrer en conflit avec Perdiccas. Les Compagnons et les Amis du roi quittent alors Babylone et en font le blocus. Eumène de Cardia, resté à l’intérieur de la ville, œuvre à une réconciliation en arguant de la neutralité inhérente à son statut de non Macédonien. L’accord, par ailleurs mal connu, reconnaît Arrhidée comme roi de Macédoine et d'Asie ; il prend désormais le nom de Philippe III. Les droits de l'enfant à naître sont préservés ; c'est un fils qui à sa naissance est proclamé roi sous le nom d'Alexandre IV.

## Partage de l'empire

### Accords de Babylone
Aucun des deux rois n'étant apte à assumer les obligations du trône, une répartition des postes s'organise lors des accords de Babylone. Perdiccas devient chiliarque (vizir) et épimélète (gouverneur ou protecteur) du royaume. Afin de marquer sa nouvelle autorité, Perdiccas fait rapidement exécuter Méléagre parmi une trentaine d’insurgés de la phalange qui ont voulu exclure de la succession l'enfant à naitre de Roxane.
Par ailleurs Cratère est désigné tuteur (prostatès) des rois, Philippe III, épileptique et passant pour déficient mental, et Alexandre IV nouvellement né. Quant à Antipater, il est confirmé dans ses fonctions de régent de Macédoine au titre de « stratège d’Europe », alors même qu'Alexandre avait prévu de le remplacer par Cratère. Son fils Cassandre, arrivé à Babylone peu avant la mort du roi, est placé à la tête du bataillon d'élite des hypaspistes. Séleucos reçoit quant à lui, au titre d'hipparque, le commandement de la cavalerie des Compagnons, commandement prestigieux qu'ont exercé avant lui Héphaistion et Perdiccas.
Le choix de Perdiccas comme chiliarque n'est guère surprenant ; il exerce déjà cette charge auprès d'Alexandre, mais sans le titre, et c'est à lui que le roi à l'agonie aurait confié l'anneau royal dont le sceau authentifie les actes de souveraineté, version (légendaire ?) portée par les auteurs de la Vulgate. Perdiccas devient cette fois officiellement chiliarque mais la tutelle des rois, qui est confiée à Cratère, lui échappe. Finalement, la répartition des fonctions « impériales » aboutit à la formation d'une sorte de triumvirat entre Perdiccas, Antipater et Cratère ; mais ce triumvirat reste théorique car les deux derniers, alors loin de Babylone, n'ont pas été consultés et que les événements briseront rapidement cet accord.

### Partage des satrapies

Partage de l'empire d'Alexandre après les accords de Babylone.

Les accords de Babylone se traduisent aussi par un vaste bouleversement à la tête des satrapies. On peut exposer les principales désignations :
- Ptolémée reçoit l'Égypte ;
- Antigone est confirmé à la tête de la Phrygie qu'il gouverne depuis 333 av. J.-C. et obtient en plus la Lycie et la Pamphylie ;
- Lysimaque reçoit la Thrace ;
- Léonnatos reçoit la Phrygie Hellespontique ;
- Peithon reçoit la Médie ;
- Peucestas reçoit la Perside ;
- Asandros reçoit la Carie ;
- Atropatès conserve la Médie Atropaène qui devient la Médie Atropatène ;
- Eumène de Cardia reçoit la Cappadoce et la Paphlagonie à condition de les conquérir.

Pour Perdiccas, initiateur de cette répartition au titre de la chiliarchie, la sauvegarde des conquêtes d'Alexandre constitue la priorité. La désignation d'officiers prestigieux dans les provinces d'un empire encore fragile s'impose donc. Perdiccas n'est sans doute pas non plus mécontent de voir s'éloigner quelques rivaux en puissance, rendus encore plus méfiants depuis l'exécution de Méléagre. Les écarter présente des risques à long terme mais permet à Perdiccas dans l'immédiat de consolider son pouvoir.

## Avènement des Diadoques

### Première guerre de succession (322-320)
Une première coalition oppose en 322 av. J.-C. Perdiccas à Antipater, Cratère, Antigone et Ptolémée. Le conflit a véritablement éclaté entre les Diadoques après que la prestigieuse momie d'Alexandre fut détournée vers Alexandrie par Ptolémée en 322. Les coalisés craignent également les ambitions de Perdiccas qui s'est aliéné Antipater en refusant d'épouser sa fille, Nikaia, au profit de Cléopâtre, la sœur d'Alexandre. En 321, Perdiccas marche contre l'Égypte ; il échoue à traverser le Nil et périt assassiné par Séleucos et Peithon, ses propres officiers. Au même moment, Eumène de Cardia, le principal allié de Perdiccas, défend l'Asie Mineure où il défait Cratère.
Après la mort de Perdiccas, la répartition des pouvoirs est en partie revue lors des accords de Triparadisos en 321. Le principal changement au niveau des satrapies concerne Séleucos qui obtient la Babylonie. Antipater est désigné épimélète (protecteur) des rois et conserve la régence de Macédoine. Antigone devient lui « stratège d'Asie » à charge pour lui de vaincre Eumène, ce qui est fait en 316. Mais la mort d'Antipater en 319 et la querelle pour sa succession entre son fils Cassandre et Polyperchon, qui a été désigné régent, amène de nouveaux conflits et favorise l'ambition d'Antigone à réaliser l'unité impériale.

### Naissance des monarchies hellénistiques

Les royaumes des Diadoques en 301 av. J.-C.

#### Proclamation royale des Diadoques
Parmi les Diadoques, c'est-à-dire les officiers d'Alexandre qui se sont partagé sa succession, il convient de distinguer les généraux qui n'ont jamais obtenu la titulature royale (Perdiccas, Antipater, Cratère, Eumène, etc.) et les généraux qui sont parvenus à se faire proclamer roi (Antigone, Ptolémée, Séleucos, Cassandre et Lysimaque) à partir de 306-305 av. J.-C., soit après l'extinction de la dynastie argéade. Lysimaque, roi de Thrace et un temps roi de Macédoine, a été vaincu par Séleucos à la bataille de Couroupédion (281) et n'est pas parvenu à fonder de dynastie durable.

#### Les Antigonides
Les Antigonides forment une dynastie qui a régné sur la Macédoine entre 277 et 168 av. J.-C. À la mort d'Alexandre, Antigone le Borgne, un officier expérimenté, est confirmé à la tête de la Phrygie, à laquelle s'ajoutent la Lycie et la Pamphylie. Désigné « stratège d'Asie » par le régent Antipater, il étend son empire à une partie de la Grèce, de l'Asie Mineure et de la Syrie. Manifestant l'ambition de restaurer l'unité de l'empire et de récupérer le pouvoir en Macédoine, il est vaincu par une coalition des Diadoques à la bataille d'Ipsos en 301, la plus grande bataille des guerres de succession. Par la suite, son fils Démétrios Poliorcète est chassé de Macédoine par Lysimaque et Pyrrhus. C'est Antigone II Gonatas, le petit-fils d'Antigone, qui parvient à se faire proclamer roi de Macédoine en 277 à la suite de sa victoire contre les Celtes. Les Antigonides finissent par être éliminés en 168 à l'issue des guerres de Macédoine contre la République romaine.

#### Les Lagides
Ptolémée, l'un des principaux généraux d'Alexandre, s'approprie la satrapie d'Égypte dans laquelle il a déjà souhaité s'établir du vivant d'Alexandre. Il est le premier souverain de la dynastie lagide, en référence au père de Ptolémée, Lagos. Ptolémée devient roi sous le nom de Ptolémée Ier Sôter (« Sauveur ») à partir de 305 av. J.-C. Cette dynastie pharaonique, la dernière, s'éteint en 30 av. J.-C. avec le suicide de Cléopâtre VII et l'avènement de la domination romaine. Durant la période lagide, quinze pharaons (dont deux femmes) se succèdent sur le trône d'Égypte, régnant depuis leur capitale fondée par Alexandre, Alexandrie. Considéré comme le plus puissant et le plus riche des royaumes hellénistiques, il établit une véritable thalassocratie en Méditerranée orientale pour atteindre son apogée sous le règne de Ptolémée III. Son principal adversaire est le royaume séleucide contre lequel il lutte durant les six guerres de Syrie. Les Lagides interviennent aussi régulièrement dans les affaires de la Grèce afin de faire face aux ambitions des Antigonides.

#### Les Séleucides
Les Séleucides sont les héritiers de Séleucos à qui échoit d'abord la Babylonie puis la Syrie (dans son acception antique) à partir de 301 av. J.-C. Il entreprend de nombreuses campagnes militaires et parvient à étendre sa domination sur une grande partie des satrapies orientales (Perside, Médie, Susiane, Sogdiane, etc.). Les Séleucides sont avec les Lagides la plus puissante des dynasties qui se partagent l'empire d'Alexandre. Les conflits sont d'ailleurs nombreux entre Séleucides et Lagides. On compte notamment six guerres de Syrie pour la possession de la Cœlé-Syrie. Le plus notable des souverains séleucides, après Séleucos, est Antiochos III dont le règne débute à la fin du IIIe siècle av. J.-C. Le royaume séleucide ne réussit pas à maintenir ses très vastes possessions, pris en tenaille entre les Parthes à l'est, les Romains et les Attalides à l'ouest. À partir du IIe siècle av. J.-C., il est réduit à la Syrie, affaibli par d’inextricables querelles matrimoniales. Le royaume devient une province romaine à partir de 64 av. J.-C.

### Sources antiques
- Diodore de Sicile, Bibliothèque historique [détail des éditions] [lire en ligne].
- Justin, Abrégé des Histoires philippiques de Trogue Pompée [détail des éditions] [lire en ligne].
- Quinte-Curce, L'Histoire d'Alexandre le Grand [lire en ligne].